# Hussein al-Musawi
 (février 2021).
La mise en forme du texte ne suit pas les recommandations de Wikipédia : il faut le « wikifier ».
Les points d'amélioration suivants sont les cas les plus fréquents. Le détail des points à revoir est peut-être précisé sur la page de discussion.
- Les titres sont pré-formatés par le logiciel. Ils ne sont ni en capitales, ni en gras.
- Le texte ne doit pas être écrit en capitales (les noms de famille non plus), ni en gras, ni en italique, ni en « petit »…
- Le gras n'est utilisé que pour surligner le titre de l'article dans l'introduction, une seule fois.
- L'italique est rarement utilisé : mots en langue étrangère, titres d'œuvres, noms de bateaux, etc.
- Les citations ne sont pas en italique mais en corps de texte normal. Elles sont entourées par des guillemets français : « et ».
- Les listes à puces sont à éviter, des paragraphes rédigés étant largement préférés. Les tableaux sont à réserver à la présentation de données structurées (résultats, etc.).
- Les appels de note de bas de page (petits chiffres en exposant, introduits par l'outil «  Source ») sont à placer entre la fin de phrase et le point final[comme ça].
- Les liens internes (vers d'autres articles de Wikipédia) sont à choisir avec parcimonie. Créez des liens vers des articles approfondissant le sujet. Les termes génériques sans rapport avec le sujet sont à éviter, ainsi que les répétitions de liens vers un même terme.
- Les liens externes sont à placer uniquement dans une section « Liens externes », à la fin de l'article. Ces liens sont à choisir avec parcimonie suivant les règles définies. Si un lien sert de source à l'article, son insertion dans le texte est à faire par les notes de bas de page.
- La présentation des références doit suivre les conventions bibliographiques. Il est recommandé d'utiliser les modèles {{Ouvrage}}, {{Chapitre}}, {{Article}}, {{Lien web}} et/ou {{Bibliographie}}. Le mode d'édition visuel peut mettre en forme automatiquement les références.
- Insérer une infobox (cadre d'informations à droite) n'est pas obligatoire pour parachever la mise en page.

Pour une aide détaillée, merci de consulter Aide:Wikification.
Si vous pensez que ces points ont été résolus, vous pouvez retirer ce bandeau et améliorer la mise en forme d'un autre article.
Husayn Al-Musawi(en arabe : حسين الموسوي) est un homme politique libanais chiite, fondateur de la milice islamiste pro-iranienne Amal islamique, aujourd'hui dissoute.
Musawi était un «professeur de chimie devenu commandant de milice» ; il est devenu le chef adjoint et le porte-parole officiel du mouvement / parti / milice Amal, le plus grand mouvement chiite du Liban.

## Biographie
Le 21 juin 1982, il quitte le mouvement Amal pour fonder son propre groupe dissident, l'Amal islamique, opérant à Baalbek, au Liban. Musawi désapprouvait la participation du leader d'Amal Nabih Berri à la première session du Comité national libanais de salut, alors composé de six membres, son acceptation des « efforts diplomatiques américains pour mettre fin au siège israélien de Beyrouth-Ouest, qui était également sous forte emprise d'Amal », et son opposition au serment d'allégeance panislamique d'Amal au leader islamiste révolutionnaire iranien, l'ayatollah Khomeini.
Le 21 novembre 1982, en pleine guerre civile libanaise, et sur ordre de Musawi, l'Amal Islamique envahit une caserne de la gendarmerie libanaise. Dominant la gendarmerie, il la soumet au Corps des Gardiens de la révolution islamique d'Iran.
Musawi était un fervent partisan du régime iranien. La position pro-iranienne de Musawi reflétait en partie le fait d'avoir été formé en Iran et d'avoir été l'un des protégés d'élite de Mostafa Chamran, ministre iranien de la Défense qui avait collaboré au Liban avec Amal avant le renversement du Shah.
Musawi était également un membre éminent du Hezbollah (où il siégeait au conseil consultatif). Lorsque les forces de maintien de la paix françaises et américaines de la FMN ont été attaquées par des kamikazes tuant plus de 300 personnes, il a nié toute responsabilité mais a cependant exprimé son admiration.
Il fut également impliqué dans l'enlèvement d'étrangers au Liban pendant l'Affaire des otages du Liban, détenant les victimes dans le village de Ras al-Ein, dans la vallée de la Bekaa à l'est du Liban.
En 1986, des responsables iraniens font pression sur Musawi pour qu'il dissolve l'Amal islamique, il refuse. D'autres indiquent que l'Amal islamique fut incorporé au Hezbollah beaucoup plus tôt. Selon la spécialiste américaine Robin Wright, les deux groupes "devenaient effectivement un sous l'étiquette du Hezbollah", en août 1983 lorsqu'ils infiltrèrent les banlieues chiites de Beyrouth Ouest. Tandis qu'"à la fin de l'année 1984" le Hezbollah "avait absorbé "Amal islamique avec tous les grands groupes extrémistes connus".
Il est tué en 1990 par une roquette israélienne dans une embuscade au Sud-Liban. 